# Costante (nome)
Costante  è un nome proprio di persona italiano maschile.

## Varianti
- Maschili: Costanzo[1][2][3]
  - Alterati: Costantino[1]
- Femminili: Costanza[1][2]

### Varianti in altre lingue
- Asturiano: Constante[4]
- Basco: Konstante
- Bulgaro: Констант (Konstant)
- Catalano: Constant[4]
- Croato: Konstans
- Francese: Constant[3]
- Greco moderno: Κώνστας (Kōnstas)
- Inglese: Constant[3]
- Latino: Constans[3][2][4]
- Olandese: Constans
- Polacco: Konstans
- Rumeno: Constant
- Russo: Констант (Konstant)
- Spagnolo: Constante[4]
- Tedesco: Constans
- Ucraino: Констант (Konstant)
- Ungherese: Constans

## Origine e diffusione
Deriva dal cognomen e, in età imperiale, nome latino Constans; è tratto dal participio presente del verbo constare ("restare fermo", "non mutare") e significa quindi "fermo", "costante", "tenace", "perseverante". Allo stesso termine risale il nome Costanzo, che è sostanzialmente considerato una sua variante.
La sua diffusione in epoca medievale è legata alla cultura cristiana e alla valenza religiosa del concetto di "costanza" nella fede.

## Onomastico
Nessun santo ha mai portato il nome Costante; l'onomastico si può festeggiare lo stesso giorno della variante Costanzo, che invece conta un buon numero di santi patroni.

## Persone
- Costante I, imperatore romano
- Costante II, usurpatore romano
- Costante II, imperatore bizantino
- Flavio Costante, console del 414

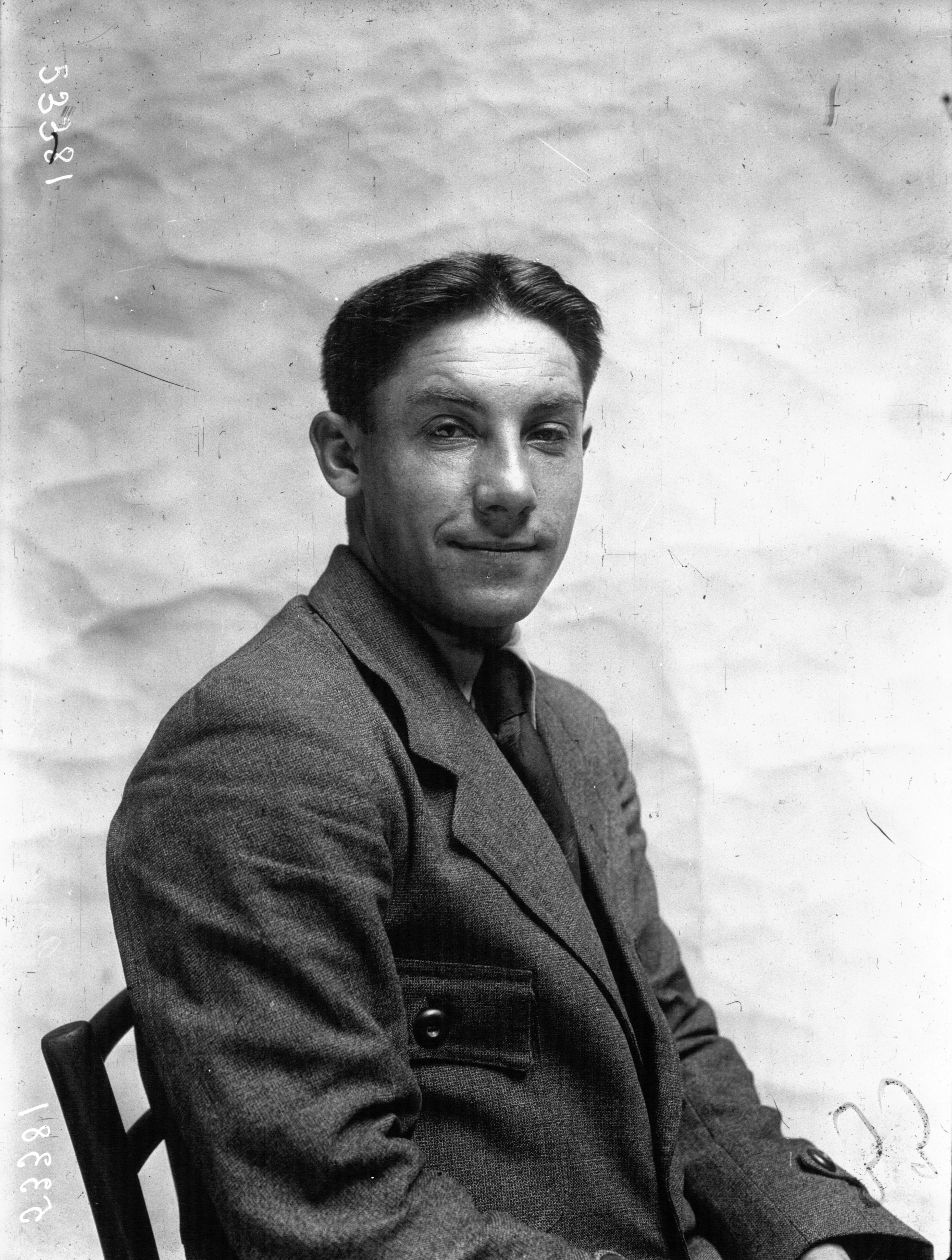
Costante Girardengo

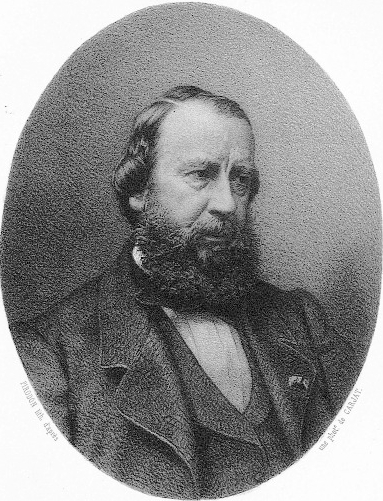
Constant Troyon

- Costante Bonazza, calciatore italiano naturalizzato polacco
- Costante Degan, politico italiano
- Costante Girardengo, ciclista su strada e pistard italiano
- Costante Gris, ingegnere e filantropo italiano
- Costante Scolari, cestista italiano
- Costante Tencalla, scultore e architetto svizzero
- Costante Tivelli, calciatore italiano

### Variante Constant
- Constant d'Aubigné, nobile francese
- Constant Girard, orologiaio svizzero
- Constant Lambert, compositore e direttore d'orchestra britannico
- Constant Moyaux, architetto e pittore francese
- Constant Permeke, artista e scultore belga
- Constant Troyon, pittore francese
- Constant van Crombrugghe, presbitero fiammingo
- Constant van Langhendonck, cavaliere belga

## Il nome nelle arti
- Costante Romanò è un personaggio della serie televisiva Carabinieri.